# Karlo Letica
Karlo Letica (Split, 11 februari 1997) is een Kroatisch voetballer die dienstdoet als doelman. Hij verruilde Hajduk Split in juli 2018 voor Club Brugge.

## Carrière
Letica speelde in de jeugd van NK Omiš voor hij die in 2008 verruilde voor die van Hajduk Split. Dat verhuurde hem in februari 2015 voor vijf maanden aan NK Mosor en in augustus 2015 voor ruim vier maanden aan NK Val. Beide teams waren op dat moment actief in de 3. HNL. Hajduk verhuurde Letica in augustus 2016 vervolgens voor een half jaar aan NK Rudeš, de kampioen van de 2. HNL dat jaar. Hij droeg hier zelf 18 (van de 33) volledige speelronden aan bij.
Letica debuteerde op 11 augustus 2017 in het eerste elftal van Hajduk Split. Daarmee won hij die dag een competitiewedstrijd thuis tegen Slaven Belupo (1–0). Hij maakte op 10 maart 2018 voor het eerst een doelpunt, tijdens een met 3–2 gewonnen competitiewedstrijd thuis tegen Istra 1961. Hij kopte toen in de vijfde minuut van de blessuretijd het winnende doelpunt in uit een voorzet van Zvonimir Kožulj.
Letica tekende op 17 juni 2018 een contract voor vier seizoenen bij Club Brugge. Er werd een transfersom van 3,5 miljoen euro betaald. Dat maakte van Letica de duurste uitgaande transfer van Hajduk Split. Hij maakte zijn debuut tijdens de Belgische Supercup 2018 op 22 juli 2018. De wedstrijd tegen Standard Luik werd met 2–1 gewonnen. De week daarop, op 29 juli 2018, maakte hij zijn debuut in de Eerste klasse A, in een met 5–2 gewonnen thuiswedstrijd tegen KAS Eupen.

## Clubstatistieken
| Seizoen | Club         | Competitie    | Competitie | Competitie | Beker | Beker | Internationaal | Internationaal | Totaal | Totaal |
| Seizoen | Club         | Competitie    | Wed.       | Dlp.       | Wed.  | Dlp.  | Wed.           | Dlp.           | Wed.   | Dlp.   |
| ------- | ------------ | ------------- | ---------- | ---------- | ----- | ----- | -------------- | -------------- | ------ | ------ |
| 2014/15 | Hajduk Split | 1. HNL        | 0          | 0          | 0     | 0     | 0              | 0              | 0      | 0      |
| 2014/15 | → NK Mosor   | 3. HNL        | 16         | 0          | 0     | 0     | –              | –              | 16     | 0      |
| 2015/16 | → NK Val     | 3. HNL        | 13         | 0          | 0     | 0     | –              | –              | 13.    | 0      |
| 2015/16 | Hajduk Split | 1. HNL        | 0          | 0          | 0     | 0     | 0              | 0              | 0      | 0      |
| 2016/17 | → NK Rudeš   | 2. HNL        | 18         | 0          | 1     | 0     | –              | –              | 19     | 0      |
| 2016/17 | Hajduk Split | 1. HNL        | 0          | 0          | 0     | 0     | 0              | 0              | 0      | 0      |
| 2017/18 | Hajduk Split | 1. HNL        | 19         | 1          | 3     | 0     | 0              | 0              | 22     | 1      |
| 2018/19 | Club Brugge  | Eerste klasse | 12         | 0          | 0     | 0     | 3              | 0              | 15     | 0      |
| 2019/20 | Club Brugge  | Eerste klasse | 0          | 0          | 0     | 0     | 0              | 0              | 0      | 0      |
| 2019/20 | → SPAL       | Serie A       | 0          | 0          | 0     | 0     | 0              | 0              | 0      | 0      |
| Totaal  | Totaal       | Totaal        | 78         | 1          | 4     | 0     | 3              | 0              | 85     | 1      |

## Interlandcarrière
Letica maakte deel uit van verschillende Kroatische nationale jeugdteams. Hij nam met Kroatië –19 deel aan het EK –19 van 2016. Hij behoorde tot de voorselectie van het Kroatisch voetbalelftal met het oog op het WK 2018, maar viel buiten de definitieve selectie.

## Erelijst
| Belgische Supercup | 1x | 2018 |

1 Vismara ·
3 Barreca ·
4 Vieira ·
5 Pio Riccio ·
6 Romagnoli ·
7 Bellemo ·
8 Ricci ·
9 Coda ·
10 Tutino ·
11 Pedrola ·
14 Kasami ·
15 Akinsanmiro ·
16 Borini ·
17 Meulensteen ·
18 Venuti ·
20 La Gumina ·
21 Giordano ·
22 Ghidotti ·
23 Depaoli ·
24 Bereszyński  ·
25 Ferrari ·
28 Yepes ·
29 Girelli ·
30 Ravaglia ·
31 Vulikić ·
33 Silvestri ·
43 Ntanda ·
44 Ioannou ·
80 Benedetti ·
84 Sekulov ·
Coach: Sottil
· Assistent-coach: Baronio